# Le Hinglé
Le Hinglé [lə ɛ̃gle] est une commune française située dans le département des Côtes-d'Armor en région Bretagne.

## Géographie
| Bobital  |        | Trévron |
|          | Hinglé | Trévron |
| Brusvily |        | Trévron |

### Hydrographie
Pour un article plus général, voir Réseau hydrographique des Côtes-d'Armor.
La commune est située dans le bassin Loire-Bretagne. Elle est drainée par le Guinefort,.
Le Guinefort, d'une longueur de 18 km, prend sa source dans la commune de Quévert et se jette  dans la Rance à Saint-André-des-Eaux, après avoir traversé neuf communes. 
Un plan d'eau complète le réseau hydrographique : le barrage du Pont Ruffier, d'une superficie totale de 27,1 ha (7,82 ha sur la commune),.

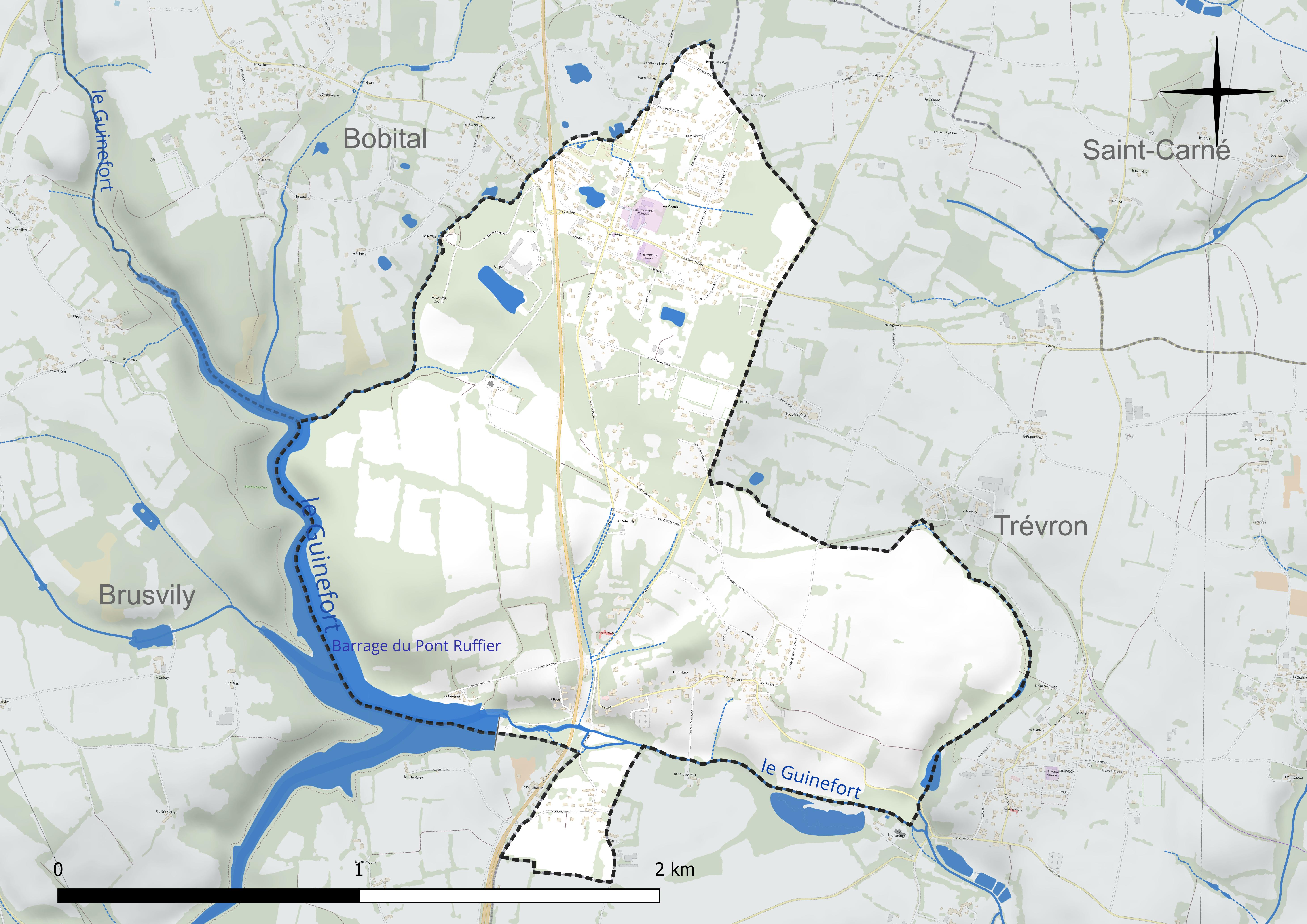
Réseau hydrographique du Hinglé.

### Climat
Pour des articles plus généraux, voir Climat de la Bretagne et Climat des Côtes-d'Armor.
En 2010, le climat de la commune est de type climat océanique franc, selon une étude du CNRS s'appuyant sur une série de données couvrant la période 1971-2000. En 2020, Météo-France publie une typologie des climats de la France métropolitaine dans laquelle la commune est exposée à un climat océanique et est dans la région climatique  Bretagne orientale et méridionale, Pays nantais, Vendée, caractérisée par une faible pluviométrie en été et une bonne insolation. Parallèlement l'observatoire de l'environnement en Bretagne publie en 2020 un zonage climatique de la région Bretagne, s'appuyant sur des données de Météo-France de 2009. La commune est, selon ce zonage, dans la zone « Intérieur Est  », avec des hivers frais, des étés chauds et des pluies modérées).  
Pour la période 1971-2000, la température annuelle moyenne est de 11,5 °C, avec  une amplitude thermique annuelle de 12,2 °C. Le cumul annuel moyen de précipitations est de 738 mm, avec 12,2 jours de précipitations en janvier et 6,7 jours en juillet. Pour la période 1991-2020, la température moyenne annuelle observée sur la station météorologique la plus proche, située sur la commune du Quiou à 7 km à vol d'oiseau, est de 11,6 °C et le cumul annuel moyen de précipitations est de 757,4 mm,. Pour l'avenir, les paramètres climatiques de la commune estimés pour 2050 selon différents scénarios d’émission de gaz à effet de serre sont consultables sur un site dédié publié par Météo-France en novembre 2022.

## Urbanisme

### Typologie
Au 1er janvier 2024, Le Hinglé est catégorisée bourg rural, selon la nouvelle grille communale de densité à 7 niveaux définie par l'Insee en 2022.
Elle appartient à l'unité urbaine de Dinan, une agglomération intra-départementale dont elle est une commune de la banlieue,. Par ailleurs la commune fait partie de l'aire d'attraction de Dinan, dont elle est une commune de la couronne,. Cette aire, qui regroupe 25 communes, est catégorisée dans les aires de moins de 50 000 habitants,.

### Occupation des sols
L'occupation des sols de la commune, telle qu'elle ressort de la base de données européenne d’occupation biophysique des sols Corine Land Cover (CLC), est marquée par l'importance des territoires agricoles (71,7 % en 2018), en diminution par rapport à 1990 (73,6 %). La répartition détaillée en 2018 est la suivante : 
zones agricoles hétérogènes (38,7 %), terres arables (33 %), zones urbanisées (14,1 %), forêts (12,3 %), eaux continentales (2 %). L'évolution de l’occupation des sols de la commune et de ses infrastructures peut être observée sur les différentes représentations cartographiques du territoire : la carte de Cassini (XVIIIe siècle), la carte d'état-major (1820-1866) et les cartes ou photos aériennes de l'IGN pour la période actuelle (1950 à aujourd'hui).

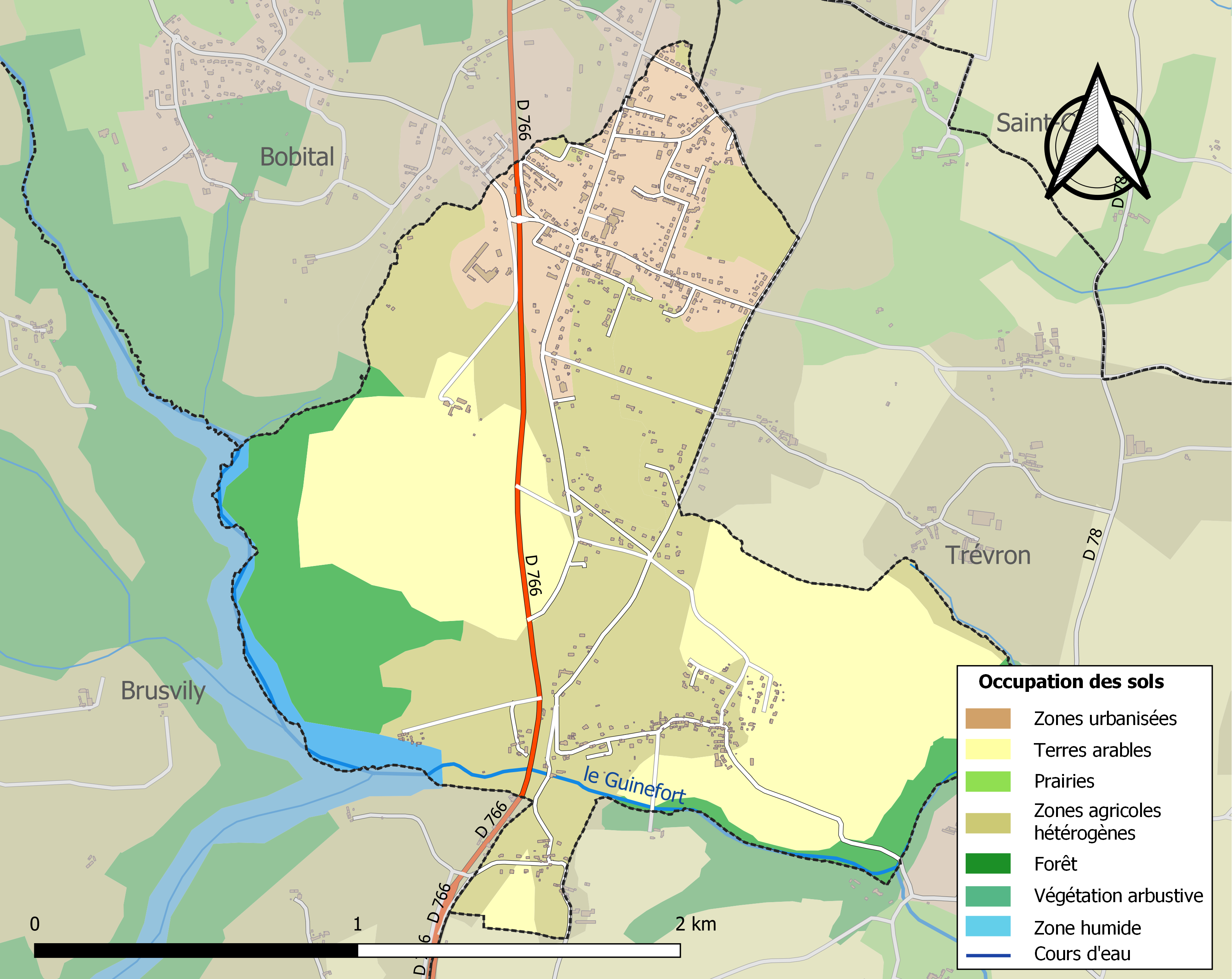
Carte des infrastructures et de l'occupation des sols de la commune en 2018 (CLC).

## Toponymie
Le nom de la localité est attesté sous les formes La Higneys au XIVe siècle, La Higneyo à la fin du XIVe siècle, Le Hingue en 1450, 1472, et en 1513, Le Hingle, Le Hingue en 1477, Hingleyo en 1516, Le Hingle en 1583, Hingue en 1584.

On trouve la forme Le Henglé en 1779 et Lehinglé en 1790.

Le nom actuel Le Hinglé apparaît dès 1801,.
Son nom viendrait des mots bretons hen (vieux) et klez (talus).

## Histoire
La paroisse du Hinglé, enclavée dans l'évêché de Saint-Malo faisait partie du doyenné de Bobital relevant de l'évêché de Dol et était sous le vocable de saint Barthélemy.

### LeXXesiècle

#### Les guerres duXXesiècle
Le monument aux morts porte les noms de 16 soldats morts pour la Patrie :
- 10 sont morts durant la Première Guerre mondiale ;
- 6 sont morts durant la Seconde Guerre mondiale.

#### La Résistance autour de Dinan
Ouvrier carrier domicilié au lieu-dit « La Ville-aux-Cailles » au Hinglé, Jean-Baptiste Brault a participé, dans la nuit du 11 au 12 avril 1944 à Dinan, avec d'autres camarades FTP du secteur, à la libération de deux membres importants de la Résistance en Ille-et-Vilaine. Se sachant activement recherché, il prit néanmoins le parti de ne pas s'enfuir. Sur dénonciation d'un voisin, Jean-Baptiste Brault fut arrêté le 8 mai 1944 et incarcéré à la prison de Rennes. Jugé et condamné à la peine de mort le 30 mai, il fut fusillé le lendemain 31 mai, avec 9 autres de ses camarades, au camp de la Maltière à Saint-Jacques-de-la-Lande. Il avait 26 ans.
Résistant dinannais de la première heure lui aussi, militant communiste engagé, meunier au village de Maltournée, Jean-Baptiste Garnier a participé également dans la même nuit du 11 au 12 avril 1944 à Dinan à la libération des chefs de la Résistance en Ille-et-Vilaine. 
Le 12 mai 1944, sur dénonciation d'un proche, il est arrêté au Hinglé par un gendarme qui le livre aux autorités allemandes. Jugé et condamné à la peine de mort le 30 mai 1944, il est fusillé le lendemain 31 mai, avec 9 autres de ses camarades, au camp de la Maltière à Saint-Jacques-de-la-Lande, à l'âge de 41 ans.
Son épouse, Marianne Garnier, militante communiste depuis 1939 et comparse de son époux dans les activités de Résistance, était secrétaire de mairie au Hinglé où elle est décédée en 2003 à l'âge de 93 ans.

### L'industrie granitière
Au XIXe siècle et au XXe siècle, le développement de la commune a été lié à celui de l'exploitation du granit de son sous-sol ce qui a justifié que la commune s'appela temporairement Le Hinglé-les-Granits. Faisant partie du massif granitique de Dinan, « le granite du Hinglé, à biotite, présente un grain moyen, faiblement porphyroïde, de teinte gris-blanchâtre avec une légère nuance bleutée. Localement, l’homogénéité qui prévaut dans la masse s’estompe avec le développement de cumulats feldspathiques très clairs et de sombres concentrations allongées de biotite ».
Entre 1846 et 1848, la carrière de la Pyrie ou Pillerie a compté parmi la dizaine de carrières qui ont approvisionné la construction du viaduc de Dinan, bien que la distance de 8 km était tenue pour une distance effective de 10 km en raison du caractère malaisé du chemin. L'ingénieur considérait qu'une voiture chargée d'un m3 de pierres ne pouvait faire qu'un voyage par jour, mais la qualité de la pierre le justifiait pleinement.
L'exploitation se développe à partir de 1860 et les besoins de la construction de la ligne de chemin de fer (gares, ponts, etc.). Seules les deux carrières de la Pyrie existent, employant  trente personnes, 45 en 1875. La pierre est chargée à Dinan sur des péniches et emmenée au port de Saint-Malo.
L'ouverture de la ligne Dinan-La Brohinière en 1896 facilite le développement de l'activité. En 1910, il y a environ 350 ouvriers, une centaine d'Italiens piémontais complétant la main d'œuvre locale. La carrière est alors possédée par une société anonyme dont le siège est à Versailles et qui s'engagea dès le début du XXe siècle dans un processus d'industrialisation : le site d'extraction fut fortement agrandi, un pont roulant (pour déplacer les blocs) installé, ainsi que des ateliers de polissage.
« Avant 1914, la Pyrie fournit des granits polis pour le funéraire (c'est le tiers de la production du moment), des pierres de taille pour la construction d'immeubles et les travaux publics ainsi que des pavés ».
Au XXe siècle, l'activité de la carrière de la Pyrie et du bassin granitique va fluctuer en fonction des guerres mondiales et des mouvements sociaux. Ceux-ci sont particulièrement importants, la main d'œuvre étrangère amenant avec elle des idées et des motifs de revendication : en 1920, la Pyrie subit plusieurs semaines de grève, idem en 1936 et 1938 où elle emploie 115 personnes.
Le granit du Hinglé fut dans le courant du XXe siècle vendu un peu partout en France et même en Angleterre, par exemple pour la construction du phare de Penzance.
Mais les besoins et la qualité de la pierre sont là ; quatre entreprises concurrentes de la Pyrie naissent : la carrière Blanchard qui fermera en 1959 ; la carrière Stanislas Rolland ; l'entreprise Rioche. Déjà, conséquence de la crise de 1920, trente des meilleurs ouvriers de la carrière de la Pyrie s'était associés comme une antenne de la coopérative ouvrière de Louvigné-du-Désert, ouvrant une carrière à Notre-Dame Bobital.
La Seconde Guerre mondiale, après avoir fait chuter l'activité, va occasionner un nouveau départ pour les besoins de la reconstruction de la France. Le granit local est mis à profit par l'armée allemande pour l'édification du Mur de l'Atlantique. L'émigration est à nouveau sollicitée dans les années soixante, cette fois avec des Espagnols, des Portugais et des Turcs.
Un réel déclin se produit à partir de 1978 sous l'effet de la concurrence. La Coopérative doit fermer en 1977 ; les emplois se réduisent de moitié en quelques années. Finalement au début du XXIe siècle, si les gains de productivité ont permis un maintien du volume de la production, l'impact sur l'emploi est loin de ce qu'il a été puisqu'une vingtaine de personnes se partagent entre l'entreprise Rioche et celle de la Pyrie.
Outre le viaduc de Dinan, le granit du Hinglé a été mis en œuvre pour des ouvrages communs : immeubles, canal d'Ille-et-Rance, canal du Nord, plusieurs ports, arsenal de Rennes, casernes de Dinan  et Caen, etc., mais aussi des créations plus notables :
- quais de la Tamise ;
- phare de Penzance ;
- bas-reliefs de la cité judiciaire de Brest ;
- cité judiciaire de Lorient ;
- lycée de Quimper ;
- cimetière américain de Saint-James ;
- soubassement du mémorial du général de Gaulle à Colombey-les-Deux-Églises, etc[26].

## Héraldique
| Blason | Blasonnement : D'argent aux trois têtes de maure de sable tortillées d'or. |

## Politique et administration
| Période                                  | Période                   | Identité                                       | Étiquette | Qualité                                                   |
| ---------------------------------------- | ------------------------- | ---------------------------------------------- | --------- | --------------------------------------------------------- |
| Les données manquantes sont à compléter. |                           |                                                |           |                                                           |
| vers 1925                                |                           | M. Gallais                                     | Rad.soc.  |                                                           |
| 1930                                     | 1942                      | Ernest Briand                                  | SFIO      | Cheminot puis artisan tourneur                            |
| Les données manquantes sont à compléter. |                           |                                                |           |                                                           |
| 1944                                     | mai 1953                  | Ernest Briand                                  | PCF       | Cheminot puis artisan tourneur, résistant                 |
| mai 1953                                 | mars 1965                 | Maurice Bougault                               |           |                                                           |
| mars 1965                                | mars 1989                 | Oreste Beghetti                                | PCF app.  | Contremaitre, ancien coureur cycliste                     |
| mars 1989                                | décembre 1992 (décès)     | René Bonenfant                                 |           |                                                           |
| février 1993                             | En cours (au 23 mai 2020) | Gérard Berhault Réélu pour le mandat 2020-2026 | DVD       | Cadre bancaire retraité, ancien 1er adjoint (1989 → 1992) |

## Démographie
| 1793 | 1800 | 1806 | 1821 | 1831 | 1836 | 1841 | 1846 | 1851 |
| ---- | ---- | ---- | ---- | ---- | ---- | ---- | ---- | ---- |
| 134  | 151  | 182  | 158  | 193  | 210  | 207  | 230  | 214  |

| 1856 | 1861 | 1866 | 1872 | 1876 | 1881 | 1886 | 1891 | 1896 |
| ---- | ---- | ---- | ---- | ---- | ---- | ---- | ---- | ---- |
| 262  | 265  | 272  | 265  | 268  | 290  | 269  | 260  | 263  |

| 1901 | 1906 | 1911 | 1921 | 1926 | 1931 | 1936 | 1946 | 1954 |
| ---- | ---- | ---- | ---- | ---- | ---- | ---- | ---- | ---- |
| 273  | 280  | 311  | 361  | 306  | 326  | 385  | 475  | 383  |

| 1962 | 1968 | 1975 | 1982 | 1990 | 1999 | 2005 | 2006 | 2010 |
| ---- | ---- | ---- | ---- | ---- | ---- | ---- | ---- | ---- |
| 465  | 562  | 620  | 656  | 732  | 680  | 837  | 846  | 832  |

| 2015 | 2020 | 2022 | - | - | - | - | - | - |
| ---- | ---- | ---- | - | - | - | - | - | - |
| 900  | 907  | 912  | - | - | - | - | - | - |

## Culture locale et patrimoine

### Lieux et monuments

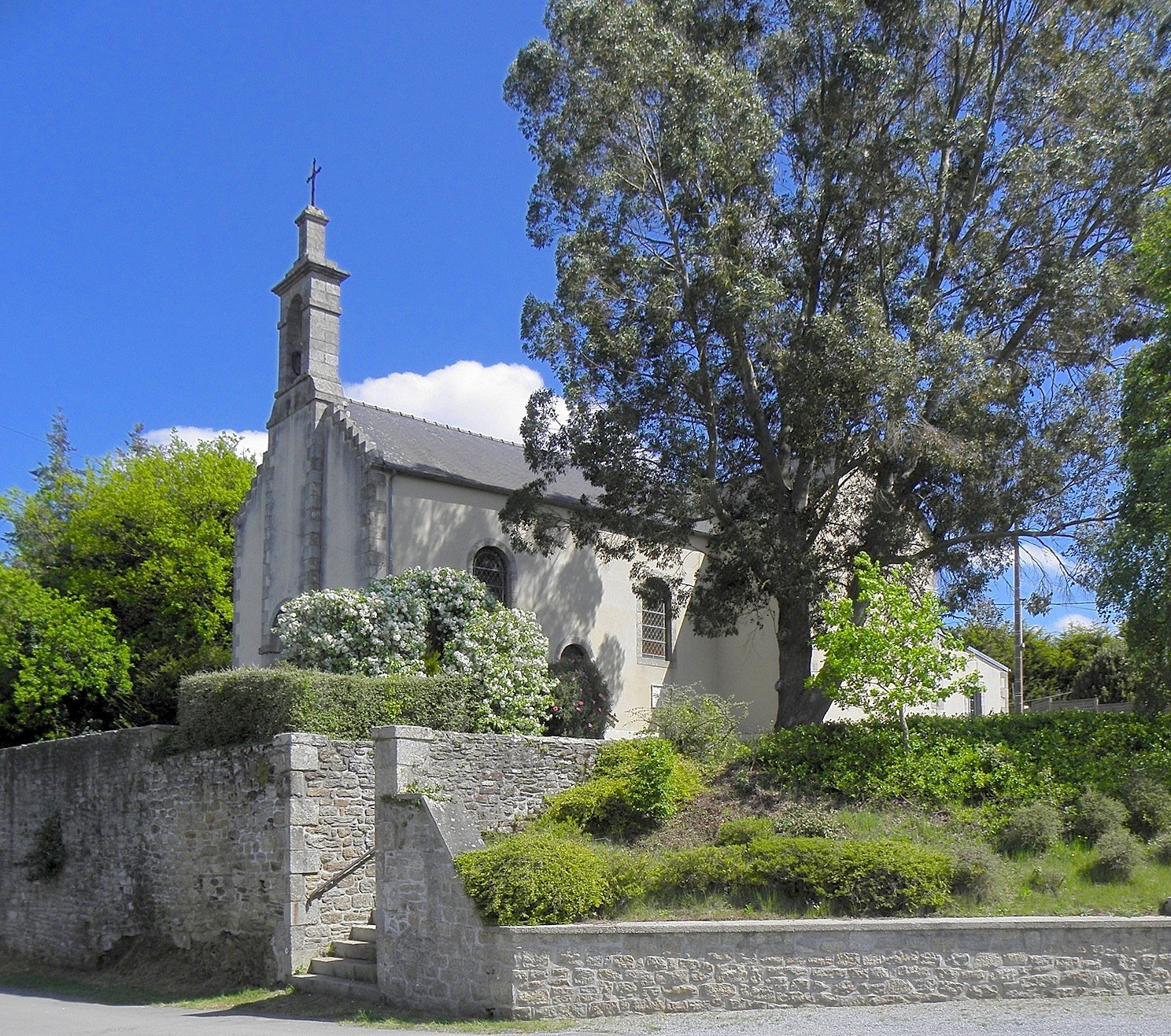
L'église Saint-Barthélémy du Hinglé.

- L'église paroissiale saint-Barthélémy érigée en 1847. L'église est décentrée du centre bourg et ne reçoit plus aucun fidèle depuis plusieurs années.

### Personnalités liées à la commune
- Louis Le Meur, Directeur de l'école publique du Hinglé de 1945 à 1961 (avec sa femme Noémie Le Meur née Guyomard). Résistant de la première heure, alias commandant Rolland, Commandant FFI des ex Côtes-du-Nord, Chef du 4e bureau de l'État-Major FFI à Rennes 1944/1945[32], cofondateur avec Oreste Beghetti de l'UC Guinefort en 1951[33],[34].
- Loïc Gautier, cycliste olympique français, est né dans la commune.